# Таблиця медалей зимових Олімпійських ігор 2014

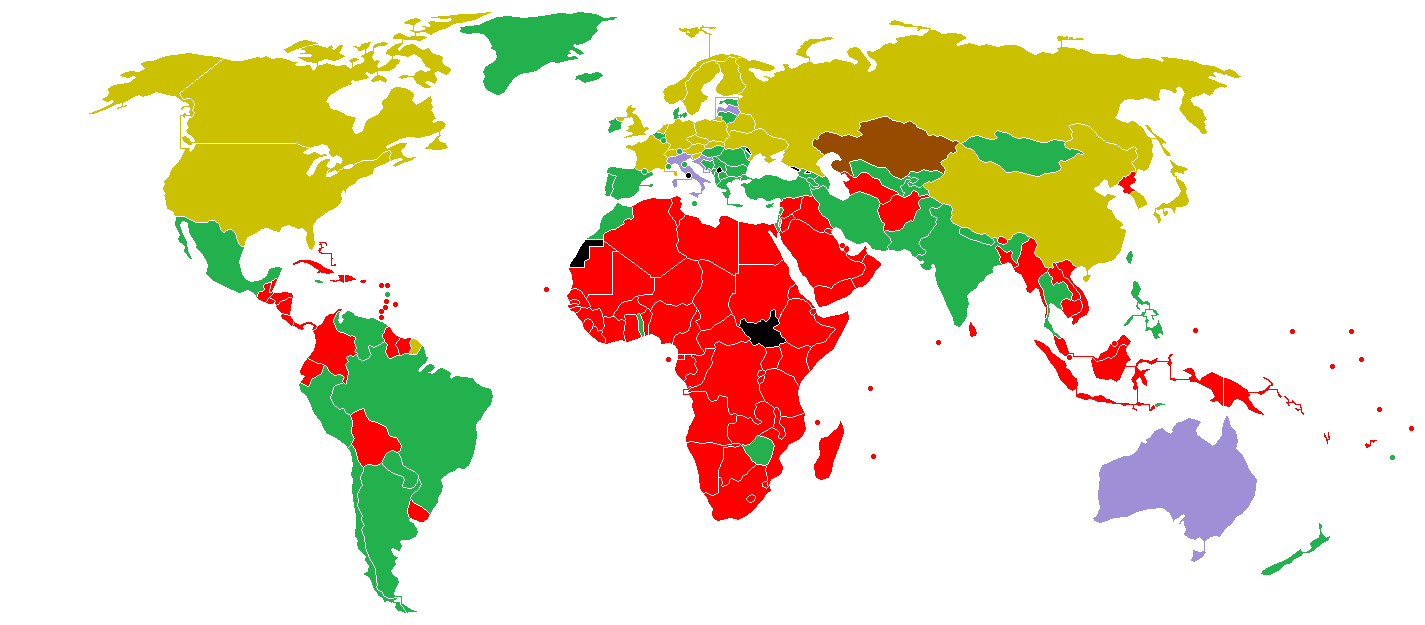
Мапа, що показує медальні здобутки країн на зимових Олімпійських іграх 2014:
країни, що завоювали щонайменше одну золоту медаль
країни, що завоювали щонайменше одну срібну медаль
країни, що завоювали щонайменше одну бронзову медаль
країни, що не завоювали медалей
країни, що не брали участі в Олімпійських іграх

Таблиця медалей Олімпійських ігор 2014 — це перелік національних олімпійських комітетів, показаний за кількістю медалей, здобутих під час XXII зимових Олімпійських ігор, що проходили 7–23 лютого 2014 року в місті Сочі, Росія. У змаганнях брали участь 2873 спортсменів з 88 членів МОК. Усього відбулось 98 змагань із семи видів спорту. 187 атлетів з 26 країн здобули медалі.

## Таблиця
Легенда
      Країна-лідер медального заліку
      Країна-господар
| Місце  | Країна          |    |    |    | Усього |
| ------ | --------------- | -- | -- | -- | ------ |
| 1      | Норвегія        | 11 | 5  | 10 | 26     |
| 2      | Канада          | 10 | 10 | 5  | 25     |
| 3      | Росія           | 10 | 9  | 9  | 28     |
| 4      | США             | 9  | 7  | 12 | 28     |
| 5      | Нідерланди      | 8  | 7  | 9  | 24     |
| 6      | Німеччина       | 8  | 6  | 5  | 19     |
| 7      | Швейцарія       | 6  | 3  | 2  | 11     |
| 8      | Білорусь        | 5  | 0  | 1  | 6      |
| 9      | Австрія         | 4  | 8  | 5  | 17     |
| 10     | Франція         | 4  | 4  | 7  | 15     |
| 11     | Польща          | 4  | 1  | 1  | 6      |
| 12     | Китай           | 3  | 4  | 2  | 9      |
| 13     | Південна Корея  | 3  | 3  | 2  | 8      |
| 14     | Швеція          | 2  | 7  | 6  | 15     |
| 15     | Чехія           | 2  | 4  | 2  | 8      |
| 16     | Словенія        | 2  | 2  | 4  | 8      |
| 17     | Японія          | 1  | 4  | 3  | 8      |
| 18     | Фінляндія       | 1  | 3  | 1  | 5      |
| 19     | Велика Британія | 1  | 1  | 2  | 4      |
| 20     | Україна         | 1  | 1  | 0  | 2      |
| 21     | Словаччина      | 1  | 0  | 0  | 1      |
| 22     | Італія          | 0  | 2  | 6  | 8      |
| 23     | Латвія          | 0  | 2  | 2  | 4      |
| 24     | Австралія       | 0  | 2  | 1  | 3      |
| 25     | Хорватія        | 0  | 1  | 0  | 1      |
| 26     | Казахстан       | 0  | 0  | 1  | 1      |
| Усього | Усього          | 94 | 91 | 98 | 283    |

У змаганнях зі швидкісного спуску (гірськолижний спорт) було вручено дві золоті медалі, а срібна медаль не вручалася. У змаганнях гірськолижників у супергіганті «бронза» дісталася двом спортсменам. Спочатку країна-господар, Росія взяла 33 медалі, однак пізніше була позбавлена 11-ох (4 золоті, 6 срібних, 1 бронзова) через допінг, однак пізніше рішенням спортивного арбітражного суду в Лозанні Росії повернули медалі, за винятком двох золотих і двох срібних. Словенія виграла свою першу золоту медаль (це була медаль за змагання на гірських лижах). Санник Армін Цеггелер з Італії став першим спортсменом, який узяв 6 зимових олімпійських медалей на 6 послідовних іграх. Ковзанярка Ірен Вюст із Нідерландів здобула п'ять медалей (дві золоті й три срібні), більше, ніж будь-який інший спортсмен.